# Спасское (Котельничский район)
Спасское — село в Котельничском районе Кировской области, административный центр Спасского сельского поселения.

## География
Располагается на расстоянии примерно 41 км по прямой на север от райцентра города Котельнич на правом берегу реки Молома.

## История
Известно с 1671 года как Спасский погост с 3 дворами, в 1764 году учтено было 36 жителей. В 1873 году в селе Спасском учтено было дворов 14 и жителей 73, в 1905 11 и 68, в 1950 148 и 342, в 1989 году проживало 682 человека.

## Население
Постоянное население  составляло 488 человек (русские 99%) в 2002 году, 288 в 2010.